# Boris Ieremijewitsch Werkin
Boris Ieremijewitsch Werkin (russisch Борис Иеремиевич Ве́ркин; * 8. August 1919 in Charkow; † 12. Juni 1990 ebenda) war ein sowjetischer Tieftemperaturphysiker.

## Leben
Boris Werkin studierte an der Universität Charkow mit Abschluss 1940. Darauf arbeitete er bis 1960 im Charkower Physik-und-Technik-Institut der Akademie der Wissenschaften der Ukraine. Während des Deutsch-Sowjetischen Krieges war er Soldat, war bei Stalingrad und am Kaukasus eingesetzt und wurde verwundet. 1951 wurde er zum Kandidat der Wissenschaften und 1957 zum Doktor der Physikalischen und Mathematischen Wissenschaften promoviert.
Im Jahr 1960 initiierte Werkin zusammen mit A. A. Halkin, B. N. Eselsohn und I. M. Dmitrenko die Gründung des Instituts für Tieftemperaturphysik und -technik der Akademie der Wissenschaften der Ukraine in Charkow, dessen Direktor er wurde (und das nun seinen Namen trägt). Der Ukrainischen Akademie der Wissenschaften gehörte er als Vollmitglied an. Er schuf eine Schule von Tieftemperaturphysikern und war immer ihr Oberhaupt. 1988 ging er in den Ruhestand mit Ernennung zum Ehrendirektor.
Werkins Arbeitsgebiet war die Tieftemperaturphysik einschließlich ihrer Anwendungen. Dazu gehörten insbesondere die elektronischen Eigenschaften der Metalle, die Supraleitung, das Werkstoffverhalten bei tiefen Temperaturen und im Weltraum, die Kryonik in Medizin und Biologie, Tieftemperatur-Flüssigkeiten und der Magnetismus. Werkin entwickelte Methoden der Tunnelspektroskopie (1967–1975) und der Sektorfeld-Massenspektrometrie. Er wies die Kristallisierbarkeit von Ribonukleinsäure und Desoxyribonukleinsäure nach.

## Ehrungen
- Orden des Vaterländischen Krieges 1. Klasse
- Leninorden
- Orden der Oktoberrevolution
- Rotbannerorden
- Ehrenzeichen der Sowjetunion
- Staatspreis der Ukrainischen Sozialistischen Sowjetrepublik (USSR) (1973)
- Staatspreis der UdSSR (1978)
- Ehrendiplom des Präsidiums des Obersten Sowjet der USSR